# Paradinha Nova
Paradinha Nova is een plaats (freguesia) in de Portugese gemeente Bragança en telt 150 inwoners (2001).